# Pintópolis
Pintópolis este un oraș în Minas Gerais (MG), Brazilia.